# سيزار هنريك مارتينز
سيزار هنريك مارتينز (بالبرتغالية: César Henrique Martins) (28 ديسمبر 1992 البرازيل - ) هو لاعب كرة قدم برازيلي يلعب كمدافع.

## روابط خارجية
- سيزار هنريك مارتينز على موقع الاتحاد الأوربي (الإنجليزية)
- سيزار هنريك مارتينز على موقع قاعدة بيانات كرة القدم.إي يو (الإنجليزية)
- سيزار هنريك مارتينز على موقع Soccerway.com (الإنجليزية)
- سيزار هنريك مارتينز على موقع AS.com (الإسبانية)